# HIGHEST
『HIGHEST』（ハイエスト）は、OxTの13作目のシングル。2022年10月26日にKADOKAWAより発売された。

## 概要
前作『HOLLOW HUNGER』から約3か月ぶりにリリースされた。
表題曲は、テレビアニメ『陰の実力者になりたくて！』のオープニングテーマとして書き下ろされた。
カップリングには、Tom-H@ckのユニットであるMYTH & ROIDの楽曲『Paradisus-Paradoxum』のカバーが収録された。

## 収録曲
| 全編曲: KanadeYUK。 |                                                                        |             |             |       |
| #                   | タイトル                                                               | 作詞        | 作曲        | 時間  |
| 1.                  | 「HIGHEST」(テレビアニメ『陰の実力者になりたくて!』オープニングテーマ) | hotaru      | Tom-H@ck    | 3:36  |
| 2.                  | 「Paradisus-Paradoxum(Mare Tranquillitatis)」                          | MYTH & ROID | MYTH & ROID | 6:26  |
| 3.                  | 「HIGHEST」(Instrumental)                                              |             |             | 3:36  |
| 4.                  | 「Paradisus-Paradoxum(Mare Tranquillitatis)」(Instrumental)            |             |             | 6:24  |
| 合計時間:           | 合計時間:                                                              | 合計時間:   | 合計時間:   | 20:02 |